# Distretto di Kap Choeng
Il distretto di Kap Choeng (in thailandese: กาบเชิง) è un distretto (amphoe) della Thailandia, situato nella provincia di Surin.